# Peter Christian Kramp
Peter Christian Kramp (6. juni 1817 i København – 23. april 1850 sammesteds) var en dansk arkitekt, bror til Lasenius Kramp.
Han var søn af snedkermester Frantz Sørensen Kramp (1771-1850 og Anne Christine Larsdatter Schiwe (1781-1836). Han kom som sin ældre bror i snedkerlære fra 1826 og besøgte Kunstakademiet allerede fra samme år. Her vandt Kramp i 1842 den lille og 1844 den store sølvmedalje. 1841-42 besøgte han Sankt Petersborg, hvor han tegnede en kirke (1841-42) og et udkast til en bro over Neva (1841-42).
Han var muligvis G.F. Hetsch' medhjælper ved ombygningen af Peschiers Gård i Holmens Kanal i 1850, og samtidig ledede han 1849-50 restaureringen af Vor Frelsers Kirke (under opsyn af N.S. Nebelong), men døde samme år, kun 32 år gammel. To andre projekter kendes fra hans hånd; en dansesalon i maurisk stil for værtshusholder Hans Rasmussen (1848) og et forlystelsesetablissement ved Sortedam Dossering/Nørrebrogade. 
Kramp udstillede på Charlottenborg Forårsudstilling 1843-45 og var vikarierende assistent ved Akademiets første bygningsskole 1844.
Kramp blev gift 26. januar 1848 i København med Maren Dorothea Pauline Jørgensen (19. oktober 1828 i København - ?), datter af melhandler Niels Jørgensen og Sophie Magdalene Rasmussen. Han indgik et nyt ægteskab i Berlin med en ukendt kvinde. Han er begravet på Assistens Kirkegård.
Hans breve, bl.a. til maleren J.L. Lund, findes i Det Kongelige Bibliotek.